# Edward Seymour, VIII duca di Somerset
Edward Seymour (1695 – Maiden Bradley, dicembre 1757) è stato un nobile britannico.

## Biografia
Era figlio di Sir Edward Seymour, V baronetto e Laetitia Popham. Suo padre discendeva dal primo matrimonio di Edward Seymour, I duca di Somerset, il quale ritenendo la moglie adultera dichiarò bastardi i figli di primo letto a favore di quelli nati dal secondo matrimonio.
L'ultimo discendente della linea legittima fu Algernon Seymour che morì nel 1750 dando così la possibilità, dopo secoli, ai discendenti considerati illegittimi di ereditare il titolo ducale. Edward divenne così ottavo duca di Somerset e barone Seymour tuttavia non ereditò le enormi ricchezze di cui avevano goduto i duchi precedenti.
Le principali proprietà terriere dei Percy e le residenze di Alnwick Castle, Northumberland House, Petworth House e Syon House furono divisi tra Elizabeth Seymour, figlia di Algernon, e il nipote Charles Wyndham.

## Matrimonio e figli
A Monkton Farleigh l'8 marzo 1716 Edward sposò Mary Webb, figlia di Daniel Webb, di Monkton Farleigh ed Elizabeth Somner.
Dall'unione nacquero cinque figli:
- Edward Seymour, IX duca di Somerset (2 gennaio 1717 – 2 gennaio 1792)
- Webb Seymour, X duca di Somerset (3 dicembre 1718 – 15 dicembre 1793)
- Lord William Seymour (1724 – 5 novembre 1800), che sposò nel 1767 Hester Maltravers ed ebbe discendenza;
- Lord Francis Seymour (1726 – 16 febbraio 1799), Dean of Wells, che sposò nel 1749 Catherine Payne ed ebbe discendenza;
- Lady Mary Seymour (1744 – 21 luglio 1762), che sposò nel 1759 Vincent John Biscoe, di Hookwood.